# Академија сложних
Академија сложних (итал. Accademia dei Concordi) је била књижевно друштво основано у Дубровнику у првој половини 16. вијека. Академију је основао Саво Бобаљевић по угледу на италијанска књижевна друштва, а чланови су јој били и неки важнији дубровачки писаци. Сједнице су држане у згради дубровачке ковнице новаца.